# Luca Gerosa
Luca Gerosa (Stabio, 19 settembre 1856 – Torino, 4 marzo 1920) è stato uno scultore svizzero-italiano.

## Biografia
Di origini piemontesi, Luca Gerosa visse a Torino, dove studiò all'Accademia di belle arti.
Nel corso della sua carriera scolpì busti, bassorilievi, monumenti funebri e varie statuette. In particolare, «la statuetta in gesso Viva il Re! che figurava alla Esposizione Generale Italiana di Torino del 1880, era apprezzabile per la vivacità dell'espressione e la finezza della forma.» All'Esposizione nazionale italiana del 1881presentò I tuffolini. Alla Esposizione generale italiana del 1884 espose la statuetta In ricreazione.